# Filips Willem August van Palts-Neuburg

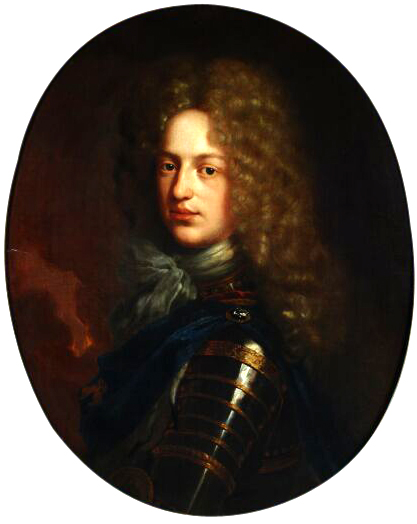
Filips Willem August van Palts-Neuburg.

Filips Willem August van Palts-Neuburg (Neuburg an der Donau, 19 november 1668 – Reichstadt, 5 april 1693) was prins van Palts-Neuburg. Hij behoorde tot het huis Palts-Neuburg.

## Levensloop
Filips Willem August was de achtste zoon van vorst Filips Willem van Palts-Neuburg uit diens tweede huwelijk met Elisabeth Amalia, dochter van landgraaf George II van Hessen-Darmstadt. In 1689 ondernam hij een grand tour door Italië.
Hij koos een seculiere carrière en trad in actieve militaire dienst. Filips Willem August overleed in april 1693 in Reichstadt, Bohemen, op amper 24-jarige leeftijd, aan een "boosaardige koorts". Hij werd bijgezet in de plaatselijke parochiekerk, terwijl zijn hart werd overgebracht naar de Hofkerk in zijn geboorteplaats Neuburg an der Donau.

## Huwelijk en nakomelingen
Op 29 oktober 1690 huwde hij met Anna Maria Francisca (1672-1741), dochter van hertog Julius Frans van Saksen-Lauenburg. Ze kregen twee dochters:
- Leopoldina Eleonora Elisabeth (1691-1693)
- Maria Anna Carolina (1693-1751), huwde in 1719 met prins Ferdinand Maria Innocentius van Beieren